# Sakura Matō
Sakura Matō (間桐 桜?, Matō Sakura, a volte adattato come Sakura Matou), nata come Sakura Tōsaka (遠坂 桜?, Tōsaka Sakura), è un personaggio immaginario ideato da Kinoko Nasu e una delle protagoniste della visual novel giapponese Fate/stay night. Sakura è una studentessa, sorella di Rin Tōsaka e sorella adottiva di Shinji Matō, che visita spesso il protagonista Shirō Emiya.
Nei doppiaggi originali è interpretata da Noriko Shitaya, nell'adattamento italiano invece da Tiziana Martello, tranne in Fate/Extra Last Encore dove è doppiata da Sabrina Bonfitto. La critica è stata generalmente positiva nei suoi confronti, elogiando soprattutto la complessità e il suo retroscena esplorato nella route narrativa Heaven's Feel.

## Concezione e sviluppo
Sakura Matō venne creata dal character designer Takashi Takeuchi all'inizio dello sviluppo di Fate/stay night, basandosi su Fujino Asagami di Kara no kyōkai. Takeuchi volle ideare un'eroina attraente con una personalità tranquilla e timida che, secondo lui, sarebbe diventata popolare tra il pubblico. Il designer considerò Sakura come la protagonista di un eroge; sviluppando più scene con contenuto erotico di lei rispetto agli altri personaggi femminili. Gli sviluppatori la considerarono come "una donna amante del sesso" e vollero che la percezione del giocatore di lei fosse quella di "una sposa prima del matrimonio". L'autore Kinoko Nasu volle che il personaggio di Sakura fosse l'opposto di Rin Tōsaka. Takeuchi è colui che sviluppò l'idea della "versione corrotta" di Sakura, così da contrastare la sua personalità gentile. Volle creare un personaggio che avrebbe spaventato i giocatori e il design piacque subito a Nasu. Secondo Type-Moon, Sakura divenne una delle loro eroine più popolari della serie.
Durante la stesura di Fate/Zero, lo staff decise di mostrare molto più la sua sofferenza durante l'infanzia, in particolare nella scena in cui Kariya cerca di salvarla, tuttavia molte di queste scene vennero scartate. L'autore di Fate/Zero, Gen Urobuchi, ha elogiato il ruolo di Sakura in Heaven's Feel perché, secondo lui, rappresenta un lato più oscuro delle donne che Shirō accetta ugualmente.
Per gli adattamenti film basati su Heaven's Feel, il regista Tomonori Sudo di Ufotable volle espandere il rapporto tra Shirō e Sakura che, secondo lui, era la parte più importante della storia. Il produttore Yuma Takahashi ebbe una opinione simile, ritenendo che erano necessarie scene che simboleggiavano i loro reciproci sentimenti. La cantante Aimer scrisse la canzone per il primo film Hana no Uta basandosi su Sakura. Non conoscendo il personaggio prima del film, Shitaya si sorprese quando studiò il suo passato. Anche nella sigla finale del secondo film I beg you, Aimer volle basarsi su Sakura, specialmente le relazioni che ha, la sua personalità corrotta e l'amore che prova per Shirō, nascondendogli però il suo passato. L'autore dell'adattamento manga di Heaven's Feel volle iniziare la storia con il primo incontro fra Shirō e Sakura, al contrario degli altri adattamenti che lasciarano la scena più avanti nella route narrativa.

### Doppiaggio
La prima volta che Noriko Shitaya doppiò Sakura le diedero molto materiale con informazioni generali sull'universo di Fate. Tuttavia la doppiatrice si concentrò sui personaggi, soprattutto Sakura, per comprendere meglio la storia. A Shitaya è piaciuto quando Shirō ha appreso ciò che provava Sakura. Ha adorato esplorare durante il doppiaggio i sentimenti di Sakura per il protagonista che, secondo lei, l'ha portata a capire meglio il personaggio. A Nasu piacque il doppiaggio di Shitaya, sostenendo che rendeva il personaggio "più interessante".

## Biografia del personaggio
Sakura è una compagna di classe di Shirō e la sorella adottiva di Shinji Matō. Sakura proviene però dalla famiglia Tōsaka ed è sorella di Rin, ma viene ceduta dalla famiglia Matō da sua madre, Aoi Tōsaka. Viene torturata e abusata sessualmente da suo nonno adottivo Zōken Matō, che le impianta anche un pezzo del Santo Graal per tentare di ricrearlo, venendo posseduta durante la notte da Angra Mainyu. Dopo la morte di Kiritsugu Emiya, Sakura incomincia a fare spesso visita a Shirō, aiutandolo nelle faccende domestiche. Nella Guerra del Santo Graal evoca Rider, ma lascia il controllo del servant al fratello, Shinji.
Nelle route narrativa Fate e Unlimited Blade Works Sakura ricopre un ruolo minore, mentre in Heaven's Feel è l'eroina principale. Durante la notte Sakura si trasforma in un'ombra e uccide centinaia di innocenti per ottenere energia, discendendo sempre di più alla follia e diventando infine "Dark Sakura". Inizialmente Sakura voleva sacrificare sé stessa per fermare Angra Mainyu, che ormai l'aveva completamente corrotta, ma alla fine cede a quest'ultimo dopo aver sentito dire da Rin l'intenzione di ucciderla, liberando lo spirito malvagio in tutto il mondo. Tuttavia si ferma quando Rin si lascia pugnalare, dicendo che non ha mai smesso di prendersi cura di lei. Sakura ritorna quindi in sé stessa e viene liberata da Shirō. Nel finale normale della route, Sakura impazzisce a causa del sacrificio di Shirō, continuando a vivere da sola nella sua casa, credendo che prima o poi tornerà. Nel vero finale, Sakura vive in pace con Shirō e Rider, realizzando che per la prima volta nella sua vita è davvero felice.

## Altri media
Oltre alla visual novel, Sakura appare anche nella light novel Fate/Zero da bambina, dove Kariya Matō cerca di salvarla dalla sua stessa famiglia, ma fallisce. In Fate/hollow ataraxia Sakura, nonostante sia ancora abbastanza silenziosa, è diventata più sicura di sé sia come maga che come leader, diventando la capitana del club di tiro con l'arco della sua scuola sotto il tutoraggio di Ayako Mitsuzuri.
Sakura appare anche nello spin-off Fate/kaleid liner Prisma Illya e nel film prequel Gekijōban Fate/kaleid liner Prisma Illya: Sekka no chikai.
Sakura è apparsa negli adattamenti manga ed anime di Fate/stay night, Unlimited Blade Works e la trilogia dei film di Heaven's Feel. Appare anche nei due videogiochi picchiaduro della saga: Fate/tiger colosseum del 2007 e Fate/unlimited codes del 2008. In Fate/Grand Order, Sakura è un servant di classer "Lancer", posseduta dallo spirito di Parvati. Al di fuori delle opere di Type-Moon, è apparsa anche nel videogioco Divine Gate.

## Accoglienza

### Popolarità

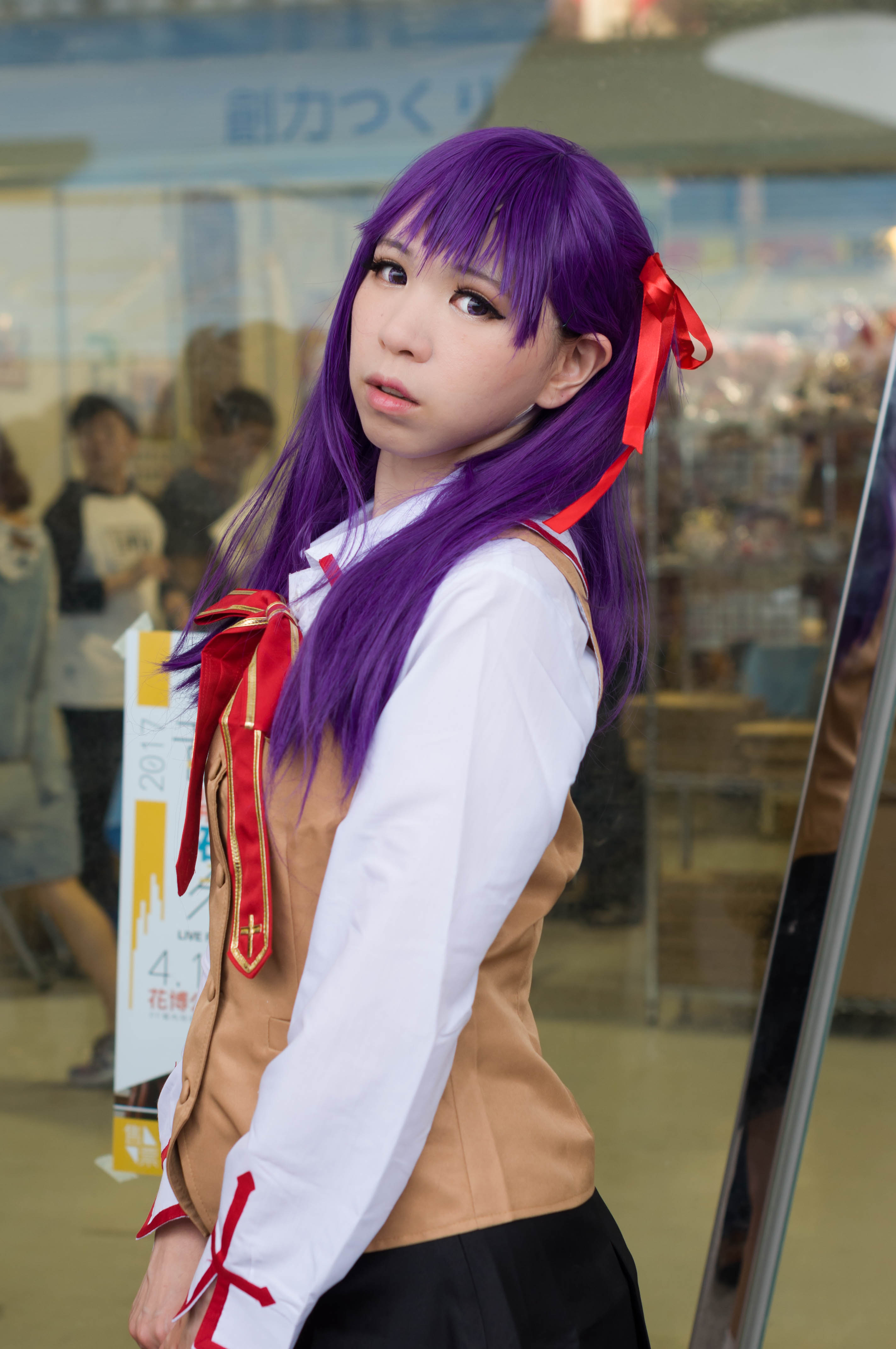
Una cosplayer di Sakura

Sakura è stata ricevuta positivamente dai fan della serie. Nel sondaggio per il 10° anniversario di Type Moon, Sakura è arrivata ottava. Nel sondaggio di Newtype, Sakura è arriva 19ª tra i personaggi femminili più popolari negli anime degli anni 2010. Negli Anime Awards di Newtype del 2017, Sakura è arrivata 5ª nei migliori personaggi femminili. È arrivata 2ª nell'edizione del 2019.
Per promuovere i film di Heaven's Feel sono stati aperti a Osaka e Tokyo dei bar chiamati "Fate/stay night Heaven’s Feel Sakura Cafe" dove si poteva sentire in sottofondo la voce di Sakura.

### Critica
Il personaggio è stato accolto positivamente dalla critica, soprattutto nella route narrativa dove è protagonista. All'estero tuttavia le scene erotiche della visual novel sono state censurate. Secondo Brian Ashcraft di Kotaku, le suddette scene con Shirō e Sakura protagonisti sono diventate un meme di internet con Sakura censurata da diverse altre immagini. Pete Davison di Rice Digital ha sostenuto che quelle scene nascondono un tema più profondo, in particolare nella route narrativa di Heaven’s Feel, quando l'eroina è tratta in modo diverso a causa del suo passato, dandole disagio.
A Kim Morrissy di Anime News Network sono piaciute le interazioni fra Sakura e Shirō nel primo film della trilogia Heaven’s Feel. Rebecca Silverman dello stesso sito ha elogiato "il lento sviluppo di Sakura in qualcuno che riesce a esprimere i suoi sentimenti senza paura" grazie l'aiuto di Shirō. Le è piaciuta molto anche la relazione tra i due, affermando che "la crescita di Shirō e Sakura sembra più leggera rispetto alle precedenti edizioni di Fate". Cristina Aldrete di IGN ha voluto sottolineare la differenza della storia romantica dei due personaggi rispetto gli altri adattamenti della visual novel. Chris Beveridge di The Fandom Post ha apprezzato le interazioni tra Sakura e Shirō e, allo stesso tempo, quelle con Saber. Atomix ha notato come molti fan, prima dell'uscita del film, si erano chiesti se ci sarebbero stati i contenuti erotici della visual novel, ma ha affermato che Ufotable non ha voluto mostrare alcun tipo di fanservice. Atomix inoltre ha criticato la poca importanza data a Sakura nel primo film, nonostante sia l'eroina principale. Martin Butler di UK Anime Network si è chiesto che tipo di connessione avessero Sakura e Rin e ha criticato la mancanza di risposte nel primo film. Lynzee Loveridge di Anime News Network ha sostenuto che Sakura ha una delle origini familiari più dure in tutto il mondo degli anime, perché la famiglia Tōsaka l'ha abbandonata ed è stata torturata continuamente dal suo nonno adottivo Zouken Matō per ottenere il potere di partecipare alla Guerra del Santo Graal.
Kim Morrissy di Anime News Network ha affermato che Fate/stay night: Heaven's Feel - II. lost butterfly è "una storia su Shirō e Sakura e come le loro scelte influenzano la guerra" e che la relazione dei due personaggi è molto più complessa di un legame d'infanzia, sostenendo che "la loro chimica in questo film era molto più grezza e profonda di qualsiasi altra interazione di Shirō con le altre sue cotte". Rebecca Silverman ha elogiato la pellicola per aver esplorato di più il personaggio di Sakura, la sua psicologia e i suoi segreti, trovando la sua discesa verso il male e la follia bellissima e comprensibile. Silverman ha anche lodato "la sequenza onirica alla Disney" di Sakura che ha affermato essere "affascinante sotto diversi punti di vista". Skyler Allen di The Fandom Post ha apprezzato questo lato nascosto di Sakura, dovuto alla sua infanzia difficile, mentre si è chiesta se il suo rapporto con Shirō fosse "sano", poiché entrambi i personaggi hanno avuto un passato tragico. Secondo Allen, il crollo del personaggio di Sakura verso un'eroina tragica è stato sviluppato nel modo giusto. Cristina Aldrete di IGN ha sostenuto che questa caratterizzazione di Sakura era una delle parti migliori del secondo film. Biggest In Japan ha sostenuto che il secondo film della trilogia è quello che ha maggior impatto sulla relazione tra Shirō e Sakura e di come la storia renda Sakura l'antagonista principale che vuole essere uccisa dalla persona che ama di più al mondo, mentre Shirō è combattuto sul fatto se possa a salvarla e cosa provi per lei. L'ultimo film, Fate/stay night: Heaven's Feel - III. spring song, ha ricevuto recensioni positive per il nuovo design di Sakura, chiamato "Dark Sakura", che è stato comparato a quello di Saber Alter. I critici hanno apprezzato sia la missione di Shirō per salvare Sakura, che la relazione tra lei e la sorella Rin.